# Молдова на зимових Олімпійських іграх 2022
Молдова взяла участь у зимових Олімпійських іграх 2022, що тривали з 4 до 20 лютого в Пекіні (Китай).
Дойна Дескалуї несла прапор своєї країни на церемонії відкриття.

## Спортсмени
Кількість спортсменів, що беруть участь в Іграх, за видами спорту.
| Вид спорту   | Чоловіки | Жінки | Загалом |
| ------------ | -------- | ----- | ------- |
| Біатлон      | 2        | 2     | 4       |
| Санний спорт | 0        | 1     | 1       |
| Загалом      | 2        | 3     | 5       |

## Біатлон
Завдяки особистим результатам у Кубку світу 2020–2021 і Кубку світу 2021–22, молдовські спортсмени здобули 4 квотних місця (2 чоловіки і 2 жінки).
| Спортсмен      | Дисципліна                        | Час     | Хиби        | Місце |
| -------------- | --------------------------------- | ------- | ----------- | ----- |
| Павло Магазєєв | Індивідуальні перегони (чоловіки) | 52:41.7 | 2 (1+1+0+0) | 26    |
| Павло Магазєєв | Спринт (чоловіки)                 | 27:25.1 | 3 (2+1)     | 79    |
| Максим Макаров | Спринт (чоловіки)                 | 29:45.6 | 5 (2+3)     | 93    |
| Анна Гіленко   | Індивідуальні перегони (жінки)    | 52:28.3 | 2 (0+1+0+1) | 72    |
| Анна Гіленко   | Спринт (жінки)                    | 26:04.6 | 4 (2+2)     | 86    |
| Аліна Стремоус | Індивідуальні перегони (жінки)    | 49:07.5 | 4 (1+2+0+1) | 37    |
| Аліна Стремоус | Масстарт (жінки)                  | 47:30.0 | 9 (1+2+3+3) | 30    |
| Аліна Стремоус | Перегони переслідування (жінки)   | 38:01.3 | 2 (0+0+1+1) | 16    |
| Аліна Стремоус | Спринт (жінки)                    | 21:59.5 | 0 (0+0)     | 10    |

## Санний спорт
Завдяки результатам у Кубку світу 2021–2022 збірна Молдови здобула одне квотне місце.
| Спортсмен      | Дисципліна             | 1-й заїзд | 1-й заїзд | 2-й заїзд | 2-й заїзд | 3-й заїзд | 3-й заїзд | 4-й заїзд    | 4-й заїзд    | Сума     | Сума  |
| Спортсмен      | Дисципліна             | Час       | Місце     | Час       | Місце     | Час       | Місце     | Час          | Місце        | Час      | Місце |
| -------------- | ---------------------- | --------- | --------- | --------- | --------- | --------- | --------- | ------------ | ------------ | -------- | ----- |
| Дойна Дескалуї | Одномісні сани (жінки) | 1:01.928  | 34        | 1:02.129  | 31        | 1:02.174  | 32        | Не потрапила | Не потрапила | 3:06.294 | 32    |